# Haddington
Haddington (scots Hadentoun, gael. Baile Adainn) − miasto w południowo-wschodniej Szkocji (Wielka Brytania), ośrodek administracyjny jednostki administracyjnej (council area) East Lothian, położone nad rzeką Tyne. W 2011 roku liczyło 9064 mieszkańców.
Miasto uzyskało status royal burgh w okresie panowania Dawida I (1124–1153). Było stolicą historycznego hrabstwa Haddingtonshire.